# Lasimorpha senegalensis
Lasimorpha senegalensis är en kallaväxtart som beskrevs av Heinrich Wilhelm Schott. Lasimorpha senegalensis ingår i släktet Lasimorpha och familjen kallaväxter. Inga underarter finns listade.

## Bildgalleri

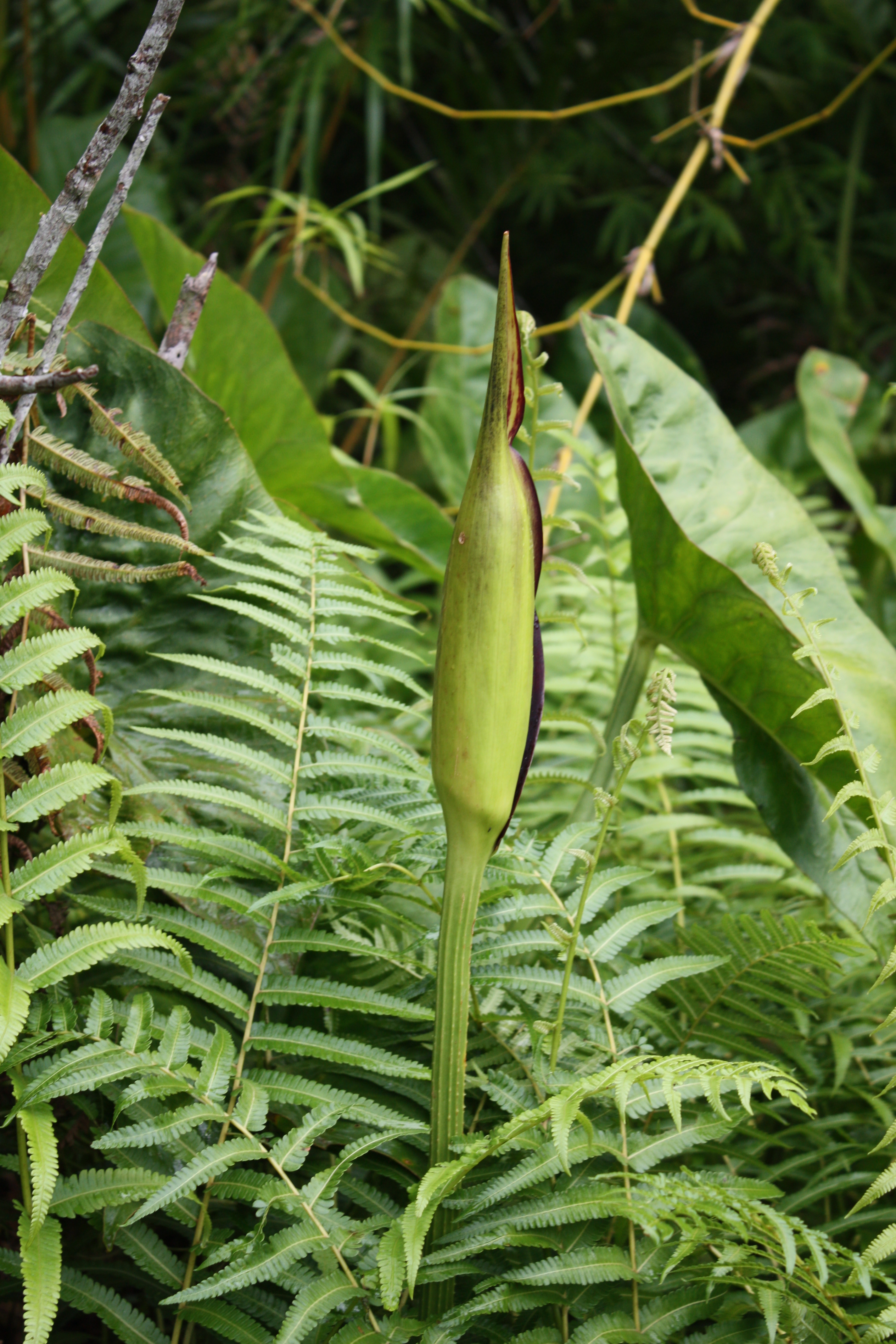